# Étienne François Sallé de Chou
Pour les articles homonymes, voir Sallé et Chou.

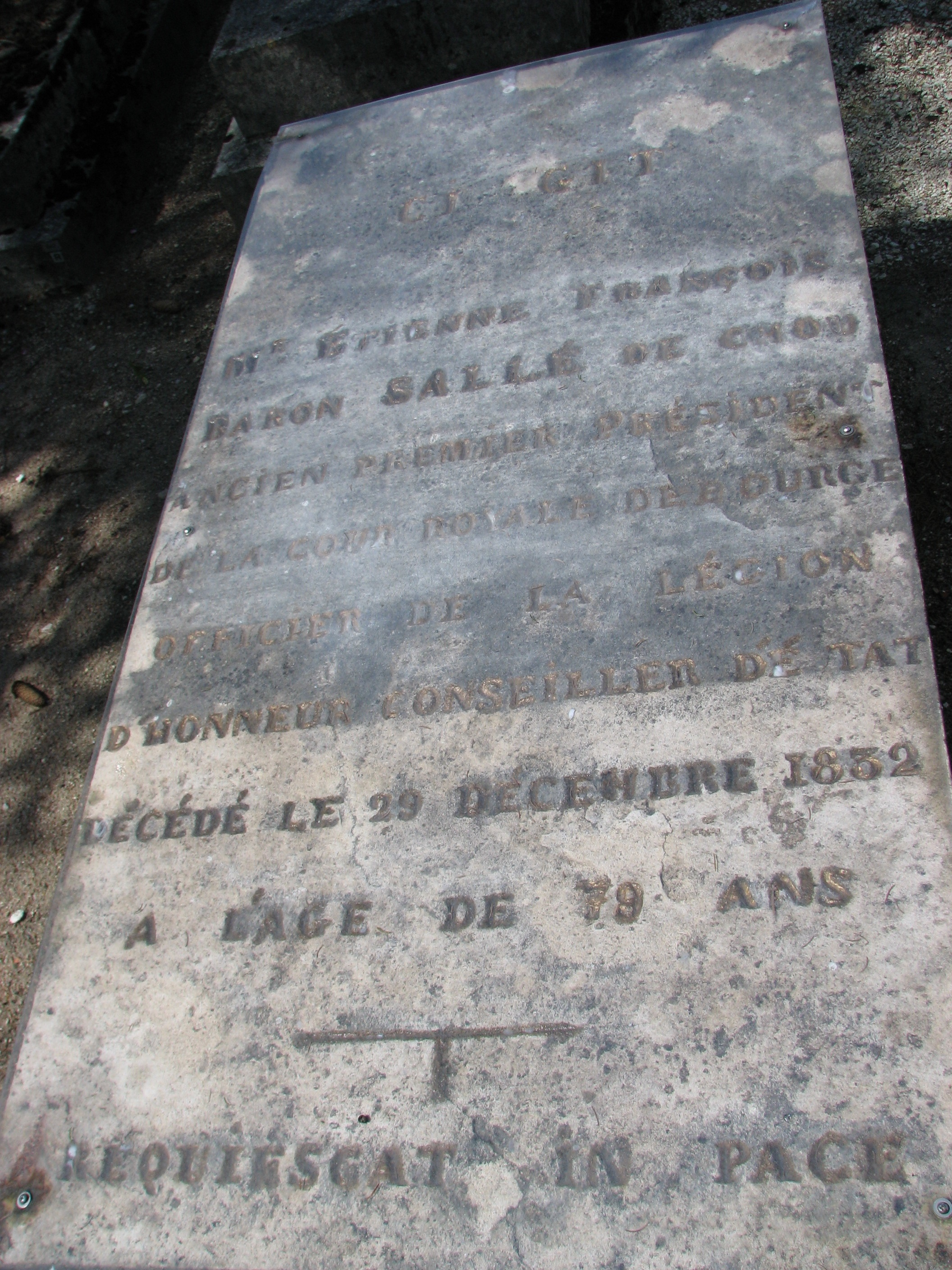
Dalle funéraire au cimetière des Capucins à Bourges

Étienne François Sallé de Chou (1754 - † 1832), homme politique et magistrat français.

## Biographie

### Les débuts
Étienne François Sallé de Chou est né le 13 mars 1754 dans le quartier Saint Pierre le Marché de Bourges, baptisé le 14 mars, et fit de solides études à l'école Sainte Marie de Bourges, puis à la faculté de droit de Bourges obtenant à 20 ans un diplôme de docteur en droit pour être nommé en décembre 1776 conseiller et avocat du roi.
Il se marie à 23 ans avec Marie Pélagie Maigreau et reçoit la propriété familiale de Boisgibault, à Savigny-en-Septaine.

### La Révolution française
À 32 ans, il est nommé professeur de droit à l'université de Bourges et participe à la rédaction des cahiers de doléances. le 27 mars 1789, il est élu député du tiers état du Berry pour les États généraux et monte à Paris. Il est parmi les signataires du Serment du Jeu de Paume le 20 juin 1789, et le 17 juillet, escorte le roi Louis XVI à Paris. À l'automne 1789, il est un député très actif, entrant au comité Ecclésiastique, propose une réforme des gabelles et surtout propose un découpage du Berry en 2 départements. Ce texte fondamental aboutira en février 1790 à l'organisation des deux départements du Cher et de l'Indre.
Il poursuit son action dans cette période difficile, protestant par exemple en janvier 1791 contre la Constitution Civile du Clergé, il fait alors de courts séjours à Bourges, puis rentre dans sa ville natale en septembre 1791.
En 1793, menacé par la politique de la Terreur progressivement mise en place depuis mars de la même année par Maximilien de Robespierre, il se réfugie à Chavignol attendant des jours qui lui seraient plus favorables. Il revient finalement à Bourges vers 1795 devenant président du Tribunal Civil du Cher. Commence alors une carrière dans les plus hauts niveau de la magistrature locale. En 1799, Napoléon Bonaparte prend le pouvoir par un coup d'État, il est alors nommé en 1800 président de la cour d'appel de Bourges, et nommé à l’Ordre national de la Légion d'honneur en 1804.

### L'Empire
En 1804, la France devient un Empire et en 1810 Étienne François est titré baron. La même année, la juridiction de la cour d'appel est rebaptisé « Cour Impériale », Étienne François en reste le président. En mars 1812, il fait partie de la délégation de députés du Cher qui s'en va complimenter l'Empereur Napoléon Ier.

### La Restauration
La monarchie est restaurée en 1815 par Louis XVIII, et Sallé de Chou est maintenu à la présidence de la cour d'appel de Bourges, puis nommé Conseiller d'État et le 30 novembre 1816, il est membre du Conseil général du Cher, et confirmé dans le titre de baron.
En 1824, le 21 août, il est nommé Président du Conseil général du Cher.
Il prend sa retraite à l'âge de 76 ans, et décède deux ans plus tard à Bourges le 29 décembre 1832. Il est enterré au cimetière des Capucins.
Sa devise est : « Bien faire et laisser dire ».